# Amor Prohibido (canção)
Amor Prohibido  é uma canção da cantora mexicano-americana de Tejano pop, Selena, do seu quinto álbum de estúdio, Amor Prohibido de 1994. Escrito e produzido por A.B. Quintanilla III, a música foi lançada como o primeiro single do álbum.

## Posições
| Gráfico (1995)                                | Posição |
| --------------------------------------------- | ------- |
| U.S. Billboard Hot Latin Tracks               | 1       |
| U.S. Billboard Latin Regional Mexican Airplay | 5       |
| Norwegian Caliente Latin Ballads 6            | 6       |